# Krzykosy (Środa Wielkopolska)
Pour les articles homonymes, voir Krzykosy.
Krzykosy (prononciation : [kʂɨˈkɔsɨ]) est un village de Pologne, situé dans la voïvodie de Grande-Pologne. Elle est le chef-lieu de la gmina de Krzykosy, dans le powiat de Środa Wielkopolska.
Il se situe à 15 kilomètres au sud-est de Środa Wielkopolska (siège du powiat) et à 45 kilomètres au sud-est de Poznań (capitale régionale).

## Histoire
De 1975 à 1998, Krzykosy faisait partie du territoire de la voïvodie de Poznań.

Depuis 1999, le village fait partie du territoire de la voïvodie de Grande-Pologne.